# TSV Hartberg
A Turn- und Sportverein Hartberg egy osztrák futballcsapat, amely Hartberg városában Stájerország Hartberg-fürstenfeldi járásának központjában alapítottak.

## Történelem
1946. április 29-én alapították a klubot. A 2007–08-as szezonban a harmadosztályban a 7. helyen végeztek. A következő szezonban megnyerték a csoportjukat, ezzel kivívták az osztály lépést, így a másodosztályba kerültek. 2016–17-es szezonban ismét megnyerték a harmadosztályt, majd a következő szezonban a másodosztályból felkerültek az élvonalba.

## Stadion
A Hartberg Stadion székhelye a stájerországi Hartberg városában található meg. A labdarúgó események mellett több sport rendezvényre alkalmas, valamint koncerteket is szoktak rendezni. 2006-ban kibővítették a stadiont, így 6000 ember befogadására is alkalmas, 4500 ülőhely van kialakítva.

## Sikerei
- Regionalliga Mitte:
  - Győztes (5): 1995–96, 1999–2000, 2005–06, 2008–09, 2016–17

## Játékoskeret
2018. július 21-i állapot szerint.
| #  |     | Poszt | Név                  |
| -- | --- | ----- | -------------------- |
| 1  | AUT | K     | René Swete           |
| 4  | AUT | V     | Michael Huber        |
| 6  | CRO | KP    | Ivan Ljubic          |
| 7  | AUT | V     | Siegfried Rasswalder |
| 8  | AUT | KP    | Christoph Kröpfl     |
| 9  | SVN | KP    | Rajko Rep            |
| 10 | SVN | CS    | Alen Ožbolt          |
| 11 | AUT | CS    | Marcel Holzer        |
| 14 | AUT | KP    | Florian Flecker      |
| 15 | AUT | KP    | Marcel Schantl       |
| 16 | CRO | V     | Christian Ilić       |
| 17 | AUT | V     | Manuel Pfeifer       |
| 18 | AUT | KP    | Daniel Geissler      |

| #  |     | Poszt | Név                   |
| -- | --- | ----- | --------------------- |
| 19 | AUT | V     | Michael Blauensteiner |
| 20 | AUT | KP    | Sebastian Mann        |
| 21 | AUT | K     | Florian Faist         |
| 22 | AUT | KP    | Philipp Siegl         |
| 23 | AUT | V     | Tobias Kainz          |
| 24 | AUT | CS    | Dario Tadić           |
| 25 | CRO | CS    | Kresimir Kovacević    |
| 26 | MLI | KP    | Youba Diarra          |
| 27 | BFA | CS    | Zakaria Sanogo        |
| 28 | AUT | KP    | Jürgen Heil           |
| 31 | AUT | V     | Thomas Rotter         |
| 35 | AUT | K     | Raphael Sallinger     |
| 36 | AUT | V     | Christopher Spanring  |

## Edzői stáb
- Másodedző:  Uwe Hölzl
- Segédedző:  Dominik Deutschl
- Kapusedző:  Varga Zoltán

## A klub eddigi edzői
Vezetőedzők 1994-től napjainkig:
| - Gerald Gamperl (1994–1996) - Manfred Wirth (1996–1997) - Hermann Wagner (1997) - Hans-Peter Schaller (1998–1999) - Stefan Dörner (2000–2004) - Norbert Barisits (2015–2006) - Andrzej Lesiak (2006–2007) - Bruno Friesenbichler (2007–2011) - Kurt Garger (2011–2012) - Walter Hörmann (2012) | - Andreas Moriggl (2012) - Paul Gludovatz (2012–2013) - Werner Ofner (interim) (2013) - Bruno Friesenbichler (2013–2014) - Ivo Istuk (2014) - Bruno Friesenbichler (2014–2015) - Christian Ilzer (2015) - Uwe Hölzl (2015–2016) - Philipp Semlic/Uwe Hölzl (2016–2017) - Christian Ilzer (2017–2018) |